# Murat Karayılan
Murat Karayılan (kurd: Mirad Qarayîlan)  (Birecik, 5 de juny de 1954) va ser el líder en funcions del Partit dels Treballadors del Kurdistan (PKK) des que el seu fundador i líder, Abdullah Öcalan, va ser empresonat el 1999.

## Biografia
Karayılan va acabar els seus estudis en una escola de formació professional de maquinària i es va unir al PKK el 1979. Fou actiu en la seva província natal de Şanlıurfa fins que es va haver d'exiliar a Síria quan es va produir el cop d'estat del 1980 a Turquia. Més endavant, Karayılan va fer una crida als kurds perquè deixessin de servir a les Forces Armades de Turquia, deixessin de pagar impostos i no fessin servir la llengua turca.
El 14 d'octubre de 2009, l'Oficina de Control d'Actius Estrangers (OFAC) del Departament del Tresor dels Estats Units posà en el seu punt de mira els principals dirigents del PKK, i qualificà com a destacats narcotraficants estrangers, Murat Karayilan, el cap del PKK i els membres d'alt rang Ali Rıza Altun i Zübeyir Aydar. De conformitat amb la Kingpin Act, la designació va congelar els béns que aquestes tres persones poguessin tenir sota jurisdicció dels EUA i va prohibir als ciutadans estatunidencs realitzar transaccions financeres o comercials amb ells.
L'agost de 2011 es va afirmar que havia estat capturat per les forces iranianes, una afirmació negada per l'Iran i el PKK.